# Barrage d'Alicurá
Le barrage d'Alicurá est un barrage en Argentine. Il est associé à une centrale hydroélectrique de 1 000 MW.